# Vypin
Vypin o Vypeen (en malayalam: വൈപ്പിന്‍) es una entre un grupo de islas, que forman parte de la ciudad de Kochi, en el estado de Kerala, en la India. La isla es de unos 27 km de largo. Vypin está conectada con el continente a Kochi por una serie de puentes conocidos como puentes Goshree, que parten desde Kalamukku en Vypin, y tocan otras dos islas y tierras en Marine Drive, de Kochi.
La costa occidental de Vypin tiene la playa más larga de Kochi, a saber, la playa de Cherai. En el extremo norte de Vypin, se encuentra el mayor puerto de pesca de Kochi, el puerto pesquero de Munambam. Vypin también cuenta con algunos establecimientos industriales relacionados con el puerto como el proyecto SPM de las refinerías de Kochi y la Terminal de GNL Puthuvyp.
Hay servicio regular de barcos desde Fort Kochi a la Isla Vypin.
Entre las localidades de la isla se encuentran:
- Puthuvypin
- Elamkunnappuzha
- Njarakkal
- Nayarambalam
- Edavanakad
- Kuzhuppilly
- Pallipuram
- Cherai
- Malippuram
- Ochanthuruth
- Munambam